# Aelbrecht Bouts
Aelbrecht Bouts (1450'erne - marts 1549) var en maler af den tidlige nederlandsk æra. Hans fornavn staves undertiden Albert, Aelbert eller Albrecht. Han blev født ind i en familie af malere i Leuven. Aelbrecht far var Dieric Bouts den Ældre (ca.1415-1475), og hans bror var Dieric Bouts den Yngre (ca.1448-1490). Jan Bouts (ca.1478-ca. 1530), søn af Dieric Bouts den Yngre, blev også maler. Dieric Bouts den Yngre arvede sin fars butik i 1475, mens Aelbrecht etablerede eget værksted, også i Leuven . Betragtninger Dieric den Yngre fortsatte i sin fars stil, Aelbrecht udviklet sin egen genkendelige stil med stærke farver, rig tekstur og fine detaljer. Han døde i Leuven.